# Campeonato Sul-Americano de Atletismo Juvenil de 2010
O Campeonato Sul-Americano de Atletismo Juvenil de 2010 foi a 20ª edição da competição de atletismo organizada pela CONSUDATLE, para atletas com até 18 anos, classificados como juvenil. O evento foi realizado no Estádio Nacional de Chile, em Santiago, no Chile, entre 9 e 10 de outubro de 2010. Contou com a presença de aproximadamente 278 atletas de 13 nacionalidades distribuídos em 40 provas. 

## Medalhistas
Esses foram os resultados do campeonato.  Resultados completos podem ser encontrados no site "World Junior Athletics History". 

### Masculino
| Evento                         | Ouro                                                                | Ouro     | Prata                                                                | Prata    | Bronze                        | Bronze   |
| ------------------------------ | ------------------------------------------------------------------- | -------- | -------------------------------------------------------------------- | -------- | ----------------------------- | -------- |
| 100 metros                     | Mateo Edward (PAN)                                                  | 10.65    | Rodrigo Rocha (BRA)                                                  | 10.77    | CCaio dos Santos (BRA)        | 10.80    |
| 200 metros                     | Antônio Rodrigues (BRA)                                             | 21.48    | Mateo Edward (PAN)                                                   | 21.78    | Rodrigo Rocha (BRA)           | 21.90    |
| 400 metros                     | Leandro de Araújo (BRA)                                             | 47.87    | Diego Palomeque (COL)                                                | 47.89    | Edmundo Díaz (PER)            | 48.80    |
| 800 metros                     | Joseilton Cuñha (BRA)                                               | 1:50.6   | Maicon dos Santos (BRA)                                              | 1:51.1   | Alejandro Peirano (CHI)       | 1:53.8   |
| 1 500 metros                   | Carlos Díaz (CHI)                                                   | 4:12.11  | Vanilso Silva (BRA)                                                  | 4:14.81  | Michael Villanueva (PER)      | 4:16.87  |
| 3 000 metros                   | Marcos Guaman (ECU)                                                 | 8:52.80  | Michael Alba (CHI)                                                   | 8:55.54  | Maicon da Silva Mancuso (BRA) | 8:59.52  |
| 10 km marcha atlética          | Eider Arévalo (COL)                                                 | 40:27.95 | Marco Antonio Rodríguez (BOL)                                        | 47:00.84 | Sergio Carrillo (PER)         | 47:36.92 |
| 110 metros barreiras           | Patricio Colarte (CHI)                                              | 14.08    | Claudinei Oliveira (BRA)                                             | 14.21    | Lucas Carvalho (BRA)          | 14.26    |
| 400 metros barreiras           | Alfredo Sepúlveda (CHI)                                             | 53.6     | Wesley Martins (BRA)                                                 | 54.1     | Mauricio Barrios (CHI)        | 54.6     |
| 2.000 metros com obstáculos    | Ioran Etchechury (BRA)                                              | 6:10.21  | William Díaz (VEN)                                                   | 6:12.83  | Luiz Nunes (BRA)              | 6:14.61  |
| 1.000 metros revezamento sueco | Brasil† · Caio dos Santos · Antônio Rodrigues · Leandro de Araújo · | 1:54.06  | Peru · Kevin Centty · Marcelo Huaroto · Andy Martínez · Edmundo Díaz | 1:56.70  | Colômbia                      | 1:56.71  |
| Salto em altura                | Almir dos Santos (BRA)                                              | 2.00     | Felipe Hickmann (BRA)                                                | 1.97     | Eure Añez (VEN)               | 1.94     |
| Salto com vara                 | Thiago Braz (BRA)                                                   | 5.10     | Heberth Gómez (COL)                                                  | 5.05     | Giovani Gattei (BRA)          | 4.20     |
| Salto em comprimento           | Douglas Selestrino (BRA)                                            | 7.42     | Jadson Silva (BRA)                                                   | 7.36     | Leandro Monje (ARG)           | 6.90     |
| Salto triplo                   | Henrique da Silva (BRA)                                             | 15.16    | Paulo Oliveira (BRA)                                                 | 15.13    | Divie Murillo (COL)           | 14.41    |
| Arremesso de peso              | Joaquín Ballivián (CHI)                                             | 20.53    | John Zea (COL)                                                       | 17.86    | Daniel Castillo (CHI)         | 17.26    |
| Lançamento de disco            | Felipe Lorenzon (BRA)                                               | 58.74    | Alejandro Copete (ECU)                                               | 54.23    | Joaquín Ballivián (CHI)       | 53.99    |
| Lançamento do martelo          | Fabián Serna (COL)                                                  | 71.77    | Jonatan Gras (ARG)                                                   | 67.11    | Hevertt Álvarez (CHI)         | 66.47    |
| Lançamento do dardo            | Braian Toledo (ARG)                                                 | 85.32    | Edgar Landazuri (ECU)                                                | 68.13    | Paulo da Silva (BRA)          | 67.05    |
| Octatlo                        | Lucas Conceiçâo (BRA)                                               | 5625     | Sergio Vilchez (ARG)                                                 | 5565     | Jorge Vergara (COL)           | 5223     |

†: Esta é a equipe de revezamento anunciada para competir pela CBAt.  Nem a ordem nem se houve qualquer substituição é conhecido. O atleta Carlos Eduardo Pereira não apareceu nas listas de início.

### Feminino
| Evento                         | Ouro                                                                           | Ouro     | Prata                  | Prata    | Bronze                                                                       | Bronze   |
| ------------------------------ | ------------------------------------------------------------------------------ | -------- | ---------------------- | -------- | ---------------------------------------------------------------------------- | -------- |
| 100 metros                     | Isidora Jiménez (CHI)                                                          | 11.92    | Jessica dos Reis (BRA) | 12.00    | Ramona van der Vloot (SUR)                                                   | 12.12    |
| 200 metros                     | Isidora Jiménez (CHI)                                                          | 24.30    | Selene Cevallos (ECU)  | 24.41    | Ramona van der Vloot (SUR)                                                   | 24.45    |
| 400 metros                     | Evelis Aguilar (COL)                                                           | 55.64    | Lorayna Lima (BRA)     | 57.33    | Lourdes Dallazem (BRA)                                                       | 57.83    |
| 800 metros                     | Ana Funes (ARG)                                                                | 2:10.96  | Rosa Escobar (COL)     | 2:13.93  | Jennifer Méndez (ECU)                                                        | 2:14.00  |
| 1 500 metros                   | Érika Lima (BRA)                                                               | 4:36.31  | Pamela Méndez (ARG)    | 4:48.48  | Adriely Rodrigues (BRA)                                                      | 4:50.84  |
| 3 000 metros                   | Andrea Torres (ECU)                                                            | 10:01.41 | Jessica Soares (BRA)   | 10:03.63 | Charo Inga (PER)                                                             | 10:12.65 |
| 5 km marcha atlética           | Yuli Capcha (PER)                                                              | 22:33.63 | Kimberly García (PER)  | 23:25.76 | Ana Karina Bustos (ECU)                                                      | 23:52.55 |
| 100 metros barreiras           | Trinidad León (CHI)                                                            | 14.63    | Natalia Pinzón (COL)   | 14.64    | Narvelis Rengel (VEN)                                                        | 14.68    |
| 400 metros barreiras           | Natania Habitxreiter (BRA)                                                     | 62.09    | Belén Casetta (ARG)    | 62.48    | Karen Palomeque (COL)                                                        | 62.67    |
| 2.000 metros com obstáculos    | July da Silva (BRA)                                                            | 7:09.16  | Luz Mery Rojas (PER)   | 7:12.04  | Ana Pacheco (BRA)                                                            | 7:18.07  |
| 1.000 metros revezamento sueco | Brasil† · Jessica dos Reis · Camila de Souza · Lorayna Lima · Lourdes Dallazem | 2:11.98  | Colômbia               | 2:12.47  | Chile · Macarena Borie · Anneliese Grosser · Paola Paredes · Isidora Jiménez | 2:13.58  |
| Salto em altura                | Betsabée Páez (ARG)                                                            | 1.75     | Mariana da Silva (BRA) | 1.72     | Mariana Rojas (ARG)                                                          | 1.72     |
| Salto com vara                 | Angie Hernández (COL)                                                          | 3.80     | Isvianky Zerpa (VEN)   | 3.50     | Macarena Fuica (CHI)                                                         | 3.45     |
| Salto em comprimento           | Jessica dos Reis (BRA)                                                         | 6.01     | Andressa Fidelis (BRA) | 5.60     | Mayra Chila (ECU)                                                            | 5.56     |
| Salto triplo                   | Aline do Nascimento (BRA)                                                      | 12.21    | Miriam Reyes (PER)     | 12.17    | Mayra Chila (ECU)                                                            | 12.03    |
| Arremesso de peso              | Esthefania da Costa (BRA)                                                      | 13.82    | Elimar Quintero (VEN)  | 12.27    | Gisela Henríquez (PAN)                                                       | 11.99    |
| Lançamento de disco            | Esthefania da Costa (BRA)                                                      | 48.22    | Maia Varela (ARG)      | 43.15    | Ivana Gallardo (CHI)                                                         | 39.48    |
| Lançamento do martelo          | Paola Miranda (PAR)                                                            | 49.44    | Giuliana Piva (ARG)    | 48.97    | Daniela Gómez (ARG)                                                          | 46.61    |
| Lançamento do dardo            | María Mello (URU)                                                              | 42.42    | Fátima Pavón (PAR)     | 41.66    | Rocio Sabadini (ARG)                                                         | 40.67    |
| Heptatlo                       | Tamara de Souza (BRA)                                                          | 5347     | Amanda Tomaz (BRA)     | 4377     | Alejandra Waidele (CHI)                                                      | 4168     |

†: Esta é a equipe de revezamento anunciada para competir pela CBAt.  Nem a ordem nem se houve qualquer substituição é conhecido.

## Quadro de medalhas (não oficial)
A contagem de medalhas foi publicada. 
| Ordem | País      | Medalha de ouro | Medalha de prata | Medalha de bronze | Total |
| ----- | --------- | --------------- | ---------------- | ----------------- | ----- |
| 1     | Brasil    | 20              | 14               | 10                | 44    |
| 2     | Chile     | 7               | 1                | 9                 | 17    |
| 3     | Colômbia  | 4               | 6                | 4                 | 14    |
| 4     | Argentina | 3               | 6                | 4                 | 13    |
| 5     | Equador   | 2               | 3                | 4                 | 9     |
| 6     | Peru      | 1               | 4                | 4                 | 9     |
| 7     | Panamá    | 1               | 1                | 1                 | 3     |
| 8     | Paraguai  | 1               | 1                | 0                 | 2     |
| 9     | Uruguai   | 1               | 0                | 0                 | 1     |
| 10    | Venezuela | 0               | 3                | 2                 | 5     |
| 11    | Bolívia   | 0               | 1                | 0                 | 1     |
| 12    | Suriname  | 0               | 0                | 2                 | 2     |

## Troféus da equipe
O Brasil ganhou os troféus da equipe nas três categorias. 
| Posição           | Nacionalidade | Pontos |
| ----------------- | ------------- | ------ |
| Medalha de ouro   | Brasil        | 409    |
| Medalha de prata  | Chile         | 189    |
| Medalha de bronze | Argentina     | 130    |
| 4                 | Colômbia      | 119    |
| 5                 | Peru          | 88     |
| 6                 | Equador       | 78     |
| 7                 | Venezuela     | 50     |
| 8                 | Panamá        | 20     |
| 9                 | Bolívia       | 19     |
| 10                | Paraguai      | 17     |
| 11                | Uruguai       | 13     |
| 12                | Suriname      | 8      |

| Posição           | Nacionalidade | Pontos |
| ----------------- | ------------- | ------ |
| Medalha de ouro   | Brasil        | 218    |
| Medalha de prata  | Chile         | 106    |
| Medalha de bronze | Colômbia      | 70     |
| 4                 | Argentina     | 50     |
| 5                 | Peru          | 44     |
| 6                 | Equador       | 31     |
| 7                 | Venezuela     | 26     |
| 8                 | Panamá        | 16     |
| 9                 | Bolívia       | 9      |

| Posição           | Nacionalidade | Pontos |
| ----------------- | ------------- | ------ |
| Medalha de ouro   | Brasil        | 191    |
| Medalha de prata  | Chile         | 83     |
| Medalha de bronze | Argentina     | 80     |
| 4                 | Colômbia      | 49     |
| 5                 | Equador       | 47     |
| 6                 | Peru          | 44     |
| 7                 | Venezuela     | 24     |
| 8                 | Paraguai      | 17     |
| 9                 | Uruguai       | 13     |
| 10                | Bolívia       | 10     |
| 11                | Suriname      | 8      |
| 12                | Panamá        | 4      |

## Participantes (não oficial)
Uma contagem não oficial produziu o número de 278 atletas de 13 nacionalidades.  Lista detalhada dos resultados podem ser encontradas no site "World Junior Athletics History" 
| - Argentina (48) - Bolívia (12) - Brasil (66) - Chile (56) - Colômbia (18) | - Equador (18) - Guiana (1) - Panamá (3) - Paraguai (7) | - Peru (26) - Suriname (1) - Uruguai (6) - Venezuela (16) |